# 테크노포비아

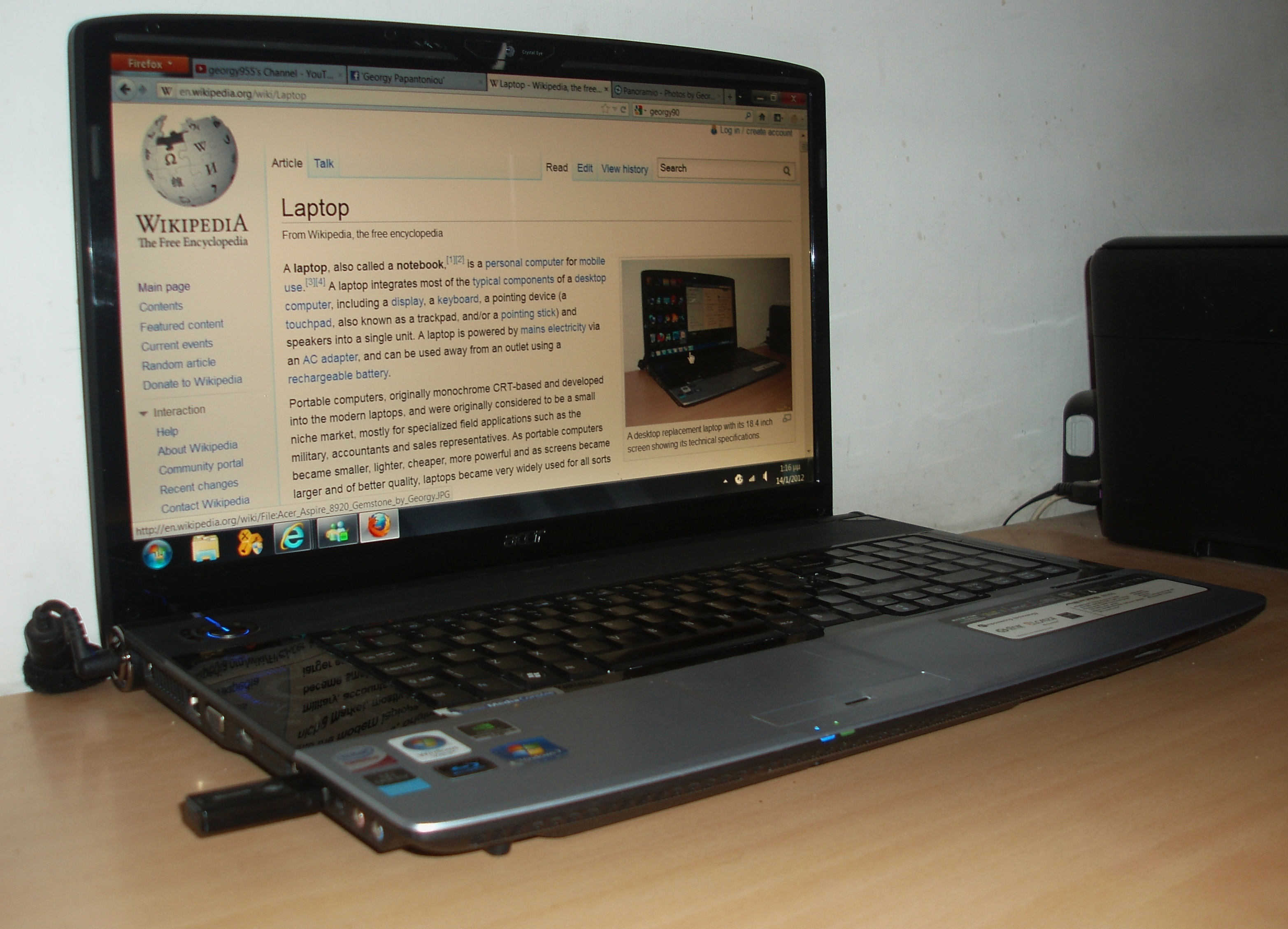
수많은 다른 기술 가운데 컴퓨터는 테크노포브(technophobe)의 공포의 대상이다.

테크노포비아(Technophobia ← 그리스어 낱말 τέχνη/테크네:기술 + φόβος/포보스: 공포)는 고급 테크놀로지 또는 복잡한 장치, 특히 컴퓨터에 공포감을 느끼거나 혐오하는 것을 말한다.
테크노포비아에 수많은 해석이 있으나 기술이 계속 발전해가면서 이 해석은 더 복잡해지고 있다. 이 용어는 대체적으로 비이성적인 공포감에 사용되지만 공포가 정당하는 주장도 있다. 테크노필리아(technophilia)의 반의어이다.
컴퓨터 교육자, 연구 심리학자, 캘리포니아 주립 대학교의 교수인 Larry Rosen은 테크노포비아에는 "불편한 사용자", "지적인 컴퓨터포브", "불안해하는 컴퓨터포브"라는 3개의 주된 하위 분류가 있다고 넌지시 이야기한다. 산업혁명 중에 처음으로 널리 인지된 테크노포비아는 세계의 다양한 사회와 공동체에 영향을 주는 것으로 관찰되고 있다.

## 같이 보기
- 반과학
- 디스토피아
- 공포증 목록
- 미니멀리즘
- 님비
- 반동주의
- 테크노스트레스
- 불쾌한 골짜기

## 참고 문헌
- Brosnan, M. (1998) Technophobia: The psychological impact of information technology. Routledge.
- Dan Dinello Technophobia: Science Fiction Visions of Posthuman Technology
- "Environmental History Timeline." 20 July 2008.